# Царневанц
Царневанц (њем. Zarnewanz) општина је у њемачкој савезној држави Мекленбург-Западна Померанија. Једно је од 59 општинских средишта округа Бад Доберан. Према процјени из 2010. у општини је живјело 395 становника. Посједује регионалну шифру (AGS) 13051084.

## Географски и демографски подаци
Царневанц се налази у савезној држави Мекленбург-Западна Померанија у округу Бад Доберан. Општина се налази на надморској висини од 40 метара. Површина општине износи 15,3 km². У самом мјесту је, према процјени из 2010. године, живјело 395 становника. Просјечна густина становништва износи 26 становника/km².